# دن دونگ (بازیگر)
دن دونگ (به انگلیسی: Đơn Dương) (زاده ۲۷ اوت ۱۹۵۷-درگذشته ۸ دسامبر ۲۰۱۱) بازیگر ویتنامی بود.
از فیلم‌های معروف او می‌توان به بازی در فیلم اژدهای سبز اشاره کرد.